# Voïvodie de Leszno
Pour les articles homonymes, voir Leszno (homonymie).
La voïvodie de Leszno (en polonais Województwo leszczyńskie) était une unité de division administrative et un gouvernement local de Pologne entre 1975 et 1998. 

En 1999, son territoire est intégré dans la voïvodie de Grande-Pologne et de la voïvodie de Lubusz.
Sa capitale était Leszno.

## Villes principales
Recensement du 31.12.1998
- Leszno - 62 274
- Kościan - 24 489
- Rawicz - 21 715
- Gostyń - 20 713
- Wschowa - 14 777
- Góra - 13 008

## Président de la voïvodie
- 1975–1978: Eugeniusz Pacia
- 1978–1980: Stanisław Radosz
- 1980–1986: Bernard Wawrzyniak
- 1987–1990: Józef Poniecki
- 1990–1994: Eugeniusz Matyjas
- 1994–1997: Zbigniew Haupt
- 1998: Leszek Burzyński

## Divisions administratives
De 1973 à 1990, le territoire de la voïvodie était découpé en 37 gminy :

- Gminy urbaines-rurales (Gminy miejsko-wiejskie) :

Bojanowo, Borek Wielkopolski, Gostyń, Góra, Jutrosin, Kobylin, Kościan, Krobia, Krzywiń, Miejska Górka, Osieczna, Pogorzela, Poniec, Rawicz, Rydzyna, Szlichtyngowa, Śmigiel, Wąsosz, Wschowa.
- Gminy rurales (Gminy wiejskie) :

Bucz, Czernina, Jemielno, Krzemieniewo, Lipno, Mochy, Niechlów, Pakosław, Pępowo, Piaski, Przyczyna Dolna, Przemęt, Racot, Sierakowo, Stare Bojanowo, Święciechowa, Wijewo, Włoszakowice

## Bureaux de district (Powiat)
Sur la base de la loi du 22 mars 1990, les autorités locales de l'administration publique générale, ont créé 4 régions administratives associant une dizaine de municipalités.
Bureau de district de Gostyń
- Gminy

1. Borek Wielkopolski
2. Gostyń
3. Krobia
4. Pępowo
5. Piaski
6. Pogorzela
7. Poniec

Bureau de district de Góra
- Gminy

1. Góra
2. Jemielno
3. Niechlów
4. Wąsosz

Bureau de district de Kościan
- Gminy

1. Kościan
2. Krzywiń
3. Przemęt
4. Śmigiel

- Ville

1. Kościan

Bureau de district de Leszno
- Gminy

1. Krzemieniewo
2. Lipno
3. Osieczna
4. Rydzyna
5. Szlichtyngowa
6. Święciechowa
7. Wijewo
8. Włoszakowice
9. Wschowa

- Ville

1. Leszno